# Diócesis de Ituiutaba

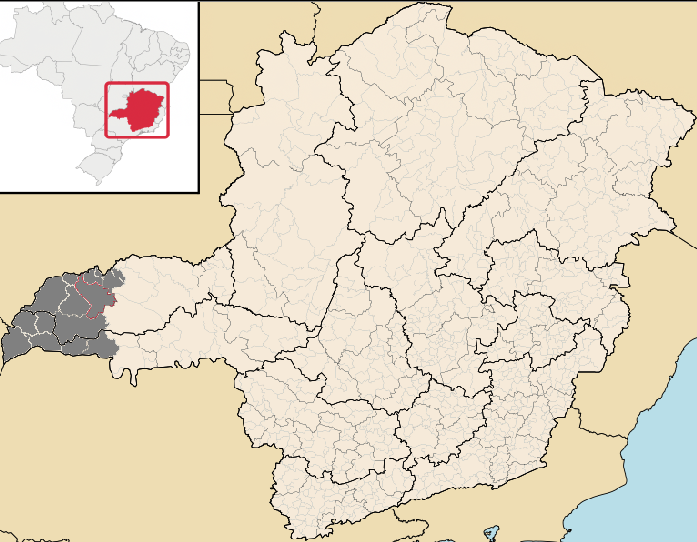
Diócesis de Ituiutaba.

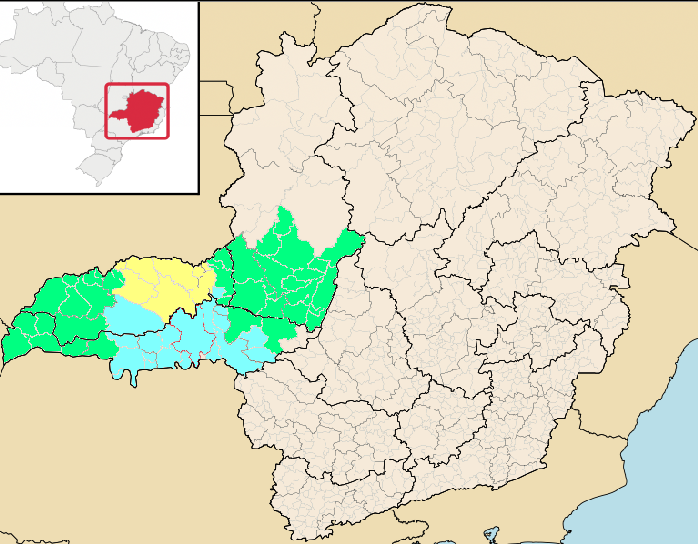
Provincia Eclesiástica de Uberaba.

Regional CNBB Leste 2.

La diócesis de Ituiutaba (en latín: Dioecesis Ituiutabensis y en portugués: Diocese de Ituiutaba) es una circunscripción eclesiástica de la Iglesia católica en Brasil. Se trata de una diócesis latina, sufragánea de la arquidiócesis de Uberaba. Desde el 30 de noviembre de 2016 su obispo es Irineu Andreassa, de la Orden de Frailes Menores.

## Territorio y organización
La diócesis tiene 22 398 km² y extiende su jurisdicción sobre los fieles católicos de rito latino residentes en 15 municipios del estado de Minas Gerais: Cachoeira Dourada, Campina Verde, Canápolis, Capinópolis, Carneirinho, Centralina, Gurinhatã, Ipiaçu, Itapagipe, Ituiutaba, Iturama, Limeira do Oeste, Santa Vitória, São Francisco de Sales y União de Minas.
La sede de la diócesis se encuentra en la ciudad de Ituiutaba, en donde se halla la Catedral de San José.
En 2021 en la diócesis existían 36 parroquias agrupadas en 6 foranías: São José, Cristo Rei y Nossa Senhora do Carmo, Nossa Senhora das Vitórias, São Francisco de Sales, Nossa Senhora de Fátima, Nossa Senhora Aparecida y São Sebastião.

## Historia
La diócesis fue erigida el 16 de octubre de 1982 con la bula Quo melius del papa Juan Pablo II, obteniendo el territorio de la arquidiócesis de Uberaba y de la diócesis de Uberlândia.

## Estadísticas
Según el Anuario Pontificio 2022 la diócesis tenía a fines de 2021 un total de 265 553 fieles bautizados.
| Año                                                                             | Población            | Población | Población      | Sacerdotes | Sacerdotes    | Sacerdotes    | Bautizados por sacerdote | Diáconos permanentes | Religiosos | Religiosos | Parroquias |
| Año                                                                             | Bautizados católicos | Total     | % de católicos | Total      | Clero secular | Clero regular | Bautizados por sacerdote | Diáconos permanentes | Varones    | Mujeres    | Parroquias |
| ------------------------------------------------------------------------------- | -------------------- | --------- | -------------- | ---------- | ------------- | ------------- | ------------------------ | -------------------- | ---------- | ---------- | ---------- |
| 1990                                                                            | 205 000              | 243 000   | 84.4           | 28         | 3             | 25            | 7321                     |                      | 28         | 58         | 13         |
| 1999                                                                            | 235 092              | 278 340   | 84.5           | 35         | 20            | 15            | 6716                     |                      | 30         | 87         | 27         |
| 2000                                                                            | 280 190              | 296 225   | 94.6           | 35         | 23            | 12            | 8005                     |                      | 31         | 39         | 30         |
| 2001                                                                            | 282 108              | 298 754   | 94.4           | 38         | 24            | 14            | 7423                     |                      | 18         | 38         | 30         |
| 2002                                                                            | 281 986              | 298 166   | 94.6           | 44         | 30            | 14            | 6408                     |                      | 33         | 40         | 30         |
| 2003                                                                            | 283 300              | 315 256   | 89.9           | 31         | 29            | 2             | 9138                     |                      | 5          | 35         | 30         |
| 2004                                                                            | 288 394              | 320 347   | 90.0           | 42         | 31            | 11            | 6866                     |                      | 14         | 33         | 31         |
| 2006                                                                            | 295 000              | 345 000   | 85.5           | 42         | 34            | 8             | 7023                     |                      | 11         | 32         | 32         |
| 2013                                                                            | 319 000              | 371 000   | 86.0           | 40         | 36            | 4             | 7975                     | 1                    | 8          | 62         | 34         |
| 2016                                                                            | 327 600              | 380 000   | 86.2           | 43         | 40            | 3             | 7618                     | 1                    | 12         | 54         | 36         |
| 2019                                                                            | 262 019              | 321 052   | 81.6           | 45         | 42            | 3             | 5822                     | 1                    | 4          | 56         | 36         |
| 2021                                                                            | 265 553              | 326 453   | 81.3           | 45         | 41            | 4             | 5901                     | 1                    | 4          | 23         | 36         |
| Fuente: Catholic-Hierarchy, que a su vez toma los datos del Anuario Pontificio. |                      |           |                |            |               |               |                          |                      |            |            |            |

## Episcopologio
- Aloísio Roque Oppermann, S.C.I. † (22 de enero de 1983-9 de noviembre de 1988 nombrado obispo coadjutor de Campanha)
- Paulo Sérgio Machado (1 de julio de 1989-22 de noviembre de 2006 nombrado obispo de São Carlos)
- Francisco Carlos da Silva (19 de septiembre de 2007-30 de septiembre de 2015 nombrado obispo de Lins)
- Irineu Andreassa, O.F.M., desde el 30 de noviembre de 2016